# Моджорян, Лидия Артемьевна
Лидия Артемьевна Моджорян (3 июня 1911, Москва — 1996) — юрист, специалист по международному праву; выпускница Московского юридического института (1938), доктор юридических наук с диссертацией о правовых проблемах военной оккупации (1955); профессор МГИМО МИД СССР и кафедры международного права Дипломатической академии МИД.

## Биография
Лидия Моджорян родилась 23 июня 1911 года в городе Москва; в 1938 году она стала выпускницей Московского юридического института и поступила в аспирантуру того же ВУЗа. В 1941 году она закончила обучение в аспирантуре и защитила в Академии общественных наук при ЦК ВКП(б) кандидатскую диссертацию по теме «Институт военной оккупации в его историческом развитии» — стала кандидатом юридических наук.
В 1940 году Моджорян начала вести научно-преподавательскую деятельность: стала преподавателем в Московском государственном институте международных отношений (МГИМО) МИД СССР. После Второй мировой войны, в 1955 году, она успешно защитила докторскую диссертацию по теме «Институт военной оккупации и проблема народной войны» — стала доктором юридических наук. В последние годы жизни она являлась профессором на кафедре международного права Дипломатической академии МИД СССР/РФ. Была удостоена звания Заслуженный деятель науки РСФСР; являлась членом Ассоциации советских юристов. Скончалась в 1996 году.

## Работы
Лидия Моджорян являлась специалистом по международному праву: её работы были посвящены разработке юридических проблем в области права вооруженных конфликтов; она также занималась вопросами правового статуса международных организаций (субъектов международного права). Писала и по проблемам международного морского права:
- «Субъекты международного права» (М., 1958);
- «Колониализм вчера и сегодня» (М., 1967);
- «Правовое положение дипломатического корпуса» (М., 1971);
- «Геополитика на службе военных авантюр» (М., 1974);
- «Идеология и практика международного сионизма» (М., 1978).
- «Терроризм на море» (М., 1991)
- Борьба демократического лагеря за национальную независимость и национальный суверенитет / Л. А. Моджорян // Советское государство и право. — М., 1953. — № 1 (январь). — С. 52—65.
- Становление и прогрессивное развитие демократических принципов международного права / Л. А. Моджорян // Советский ежегодник международного права. 1968 = Soviet year-book of international law. 1968 / Советская Ассоциация международного права. — М.: Наука, 1969. — С. 74—89.

Как пишет историк Николай Митрохин, Моджорян была активным членом так называемого «антисионистского кружка» — группы публицистов, профессионально занимавшихся внутриполитическим пропагандистским обоснованием проарабской и антиизраильской политики СССР на Ближнем Востоке. Кроме Моджорян в эту группу входили также Иван Милованов, Юрий Иванов, Владимир Бегун, Евгений Евсеев и другие. В свою очередь эта группа была частью более широкого неформального движения русских националистов, получивших название «Русская партия».